# Gerd Schröder
Gerd Schröder (* 20. Februar 1959 in Würzburg; † 27. August 2008 in Bad Neustadt) war ein deutscher Unternehmer und Eishockey-Funktionär.
Schröder war Mitbegründer des Eishockeyclubs Frankfurt Lions in Frankfurt am Main, einem der Gründungsmitglieder der Deutschen Eishockey Liga (DEL). Seit 1997 war er Haupteigentümer der Frankfurt Lions Eishockey GmbH, die er symbolisch mit einer Mark kaufte. 1998 übernahm er den Vorsitz des Aufsichtsrates der Deutschen Eishockey Liga, den er bis zu seinem Tod beibehielt.
Nicht nur bei den Anhängern der Frankfurt Lions, sondern in ganz Eishockey-Deutschland genoss Schröder große Sympathien.
Er starb an den Folgen einer Lungenentzündung infolge eines im Mai 2008 erlittenen Gehirnschlages.